# 잠들지 않는 나무
《잠들지 않는 나무》는 1989년 4월 10일부터 1989년 5월 2일까지 방영된 문화방송 월화 미니시리즈로, 현대무용을 하는 남자의 예술에 대한 집착과 사랑을 통해 정신적 사랑의 아름다운 면을 보여준 드라마다.

## 줄거리
인범은 자기 예술을 완성코자 노력하는 집념의 젊은이다. 생활고를 해결하고 공연자금을 마련하기 위해 제재소에서 일하며 밤에만 무용연습을 하지만 그로 인해 애인이 결별을 선언한다. 인범은 우연한 기회에 승혜를 만난다. 승혜는 종합병원 의사인 남편과 딸을 둔 지방대학의 시간 강사. 승혜는 인범으로부터 강렬한 인상을 받고 인범은 승혜에게 애정을 느끼며 생의 의욕을 찾는다. 인범은 승혜를 위한 솔로를 안무하고 연습에 몰두하나 승혜는 헤어질 것을 결심한다. 승혜가 가정주부라는 사실을 알고 절망에 빠져 무용마저 포기하는 인범을 지켜보던 승혜는 연민의 정을 느낀다. 결국 인범은 새사람으로 재기하게 되나 두 사람의 관계를 알아챈 승혜의 남편은 격노하게 되고 승혜는 집을 나선다.

## 등장 인물

### 주요 인물
- 박상원 : 박인범 역
- 정애리 : 오승혜 역
- 현석 : 이준규 역

### 그 외 인물
- 윤여정 : 강습소 강사 역
- 김창완 : 창민 역
- 김기일 : 제재소 주인 역
- 김용림 : 서 여사 역 - 승혜 시어머니
- 김길호 : 이 교수 역 - 승혜 시아버지
- 김호영 : 인범의 형 역
- 최진실 : 찬주 역
- 이장훈 : 철이 역 - 제재소 동생
- 정영란 : 순이 역 - 승혜네 가정부
- 신충식 : 인범 아버지
- 신민정 : 유리 역 - 준규와 승혜의 딸
- 박예숙 : 포장마차 주인 역

| 문화방송 월화 미니시리즈                         | 문화방송 월화 미니시리즈                            | 문화방송 월화 미니시리즈                           |
| 이전 작품                                        | 작품명                                              | 다음 작품                                          |
| ------------------------------------------------ | --------------------------------------------------- | -------------------------------------------------- |
| 황제를 위하여 (1989년 3월 13일 ~ 1989년 4월 4일) | 잠들지 않는 나무 (1989년 4월 10일 ~ 1989년 5월 2일) | 나비야 청산가자 (1989년 5월 15일 ~ 1989년 6월 6일) |